# Watarirouka Hashiritai
Watarirouka Hashiritai (渡り廊下走り隊 Watarirōka Hashiritai?) es un grupo de pop  idols integrado por seis muchachas miembros de la AKB48 y una del grupo para adultos SDN48. Bajo su sello discográfico Pony Canyon, el grupo debutó en enero de 2009 con su sencillo doble lado A "Hatsukoi Dash/Aoi Mirai."

## Historia
En octubre de 2008 Yasushi Akimoto anunció que iba a revivir los años 80, con un grupo de muchachas Ushirogami Hikaretai, por medio de cuatro miembros de la AKB48 y fue cambiar el nombre del grupo a Watarirouka Hashiritai. El grupo hizo su debut en Pony Canyon tras el lanzamiento de su sencillo de doble lado A "Hatsukoi Dash/Aoi Mirai". El sencillo entró en el Oricon single chart en el número diez. En abril, el grupo lanzó su segundo sencillo "Yaruki Hanabi" que alcanzó el número nueve.
En noviembre de 2009, el grupo lanzó su tercer sencillo "Kanpeki Gū no ne" que fue utilizado como el tema final de la versión anime del manga Fairy Tail. Este sencillo tuvo más éxito que los otros dos sencillos, ya que vendió más de 23.200 copias en su primera semana y alcanzó el número siete. En febrero de 2010, Ayaka Kikuchi se unió al grupo cambiando la lista de cuatro a cinco miembros.
Su primer sencillo de 2010 "AkKanbe Bashi," alcanzó el puesto #1 en el Oricon charts.
Para el 2011, tras el lanzamiento del sencillo de Valentine Kiss, le siguieron 2 éxitos más, uno es Hetappi Wink y en noviembre lanzan el sencillo Kibou Sanmyaku que en su tema principal conmemora los 20 años de la serie de TV ASAHI Crayon Shin-chan.
En 2012, tras el escándalo que se formó con unas fotos de Natsumi Hirajima que circuló en las redes sociales, terminó con su expulsión de AKB48 y Watarirouka Hashiritai, nombrando como reemplazo a la miembro de SDN48 Kazumi Urano conocida en ese grupo como "Cindy"
El 13 de noviembre de 2013, se reveló que el grupo se disolvería en Navidades, y que se lanzaría un álbum con sus mejores temas.

## Discografía

### Álbumes
| Año  | Información del álbum | Oricon Albums Charts | Ventas reportadas |
| ---- | --- | -------------------- | ----------------- |
| 2010 | Rouka wa Hashiru na! (廊下は走るな! Rōka wa hashiru na!?, "No se corre en los corredores!") - Lanzamiento: 13 de octubre de 2010 - Discográfica: Pony Canyon (PCCA-032) - Formatos: CD, Descarga digital | 4                    | 33 000            |

### Sencillos
| Lanzamiento | Título | Posiciones en listas  | Posiciones en listas    | Posiciones en listas | Ventas reportadas |
| Lanzamiento | Título | Oricon Singles Charts | Billboard Japan Hot 100 | RIAJ digital tracks  | Ventas reportadas |
| ----------- | --- | --------------------- | ----------------------- | -------------------- | ----------------- |
| 2009        | "Hatsukoi Dash/Aoi Mirai" (初恋ダッシュ／青い未来 Hatsukoi dasshu/aoi mirai?, Primer tablero de Amor/Futuro Azul) | 10                    | 42                      | –                    | 17 000            |
| 2009        | "Yaruki Hanabi" (やる気花火 Yaruki hanabi?, Motivación de fuegos artificiales)                                    | 9                     | 25                      | –                    | 16 000            |
| 2009        | "Kanpeki Gū no Ne" (完璧ぐ～のね Kanpeki gu ~ no ne?, Palabras sin defectos)(Ending 1 de Fairy Tail)              | 7                     | 43                      | –                    | 32 000            |
| 2010        | "AkKanbe Bashi" (アッカンベー橋 Akkanbē-kyō?, Puente Akanbe)                                                      | 1                     | 8                       | 54                   | 34 000            |
| 2010        | "Seishun no Flag" (青春のフラッグ Seishun no furaggu?, Bandera de la juventud)                                    | 4                     | 5                       | 67                   | 47 000            |
| 2010        | "Gyu" (ギュッ Gyu~tsu?, "Abrazo")                                                                                 | 2                     | 7                       | 68                   | 38 000            |
| 2011        | "Valentine Kiss"                                                                                                  | 2                     | TBA                     | TBA                  | 123 920           |